# 2e Korps (Polen)
Het Poolse 2e Korps was een formatie van het Poolse leger in de Tweede Wereldoorlog. Het Poolse 2e Korps werd in Irak samengesteld en omvatte in 1945 meer dan 75.000 soldaten. Het Poolse 2e Korps werd aangestuurd door de Poolse regering in ballingschap en stond onder het commando van luitenant-generaal Władysław Anders. De eenheid werd ook als de "Vrije Polen" aangeduid.

## Geschiedenis
Het Poolse 2e Korps werd in 1943 samengesteld uit de in 1942 gevormde 3e Karpaten-divisie en de uit de Sovjet-Unie geëvacueerde Poolse soldaten die net als hun commandant na de Sovjet-aanval op Polen in 1939 krijgsgevangen waren genomen en na de Duitse aanval op de Sovjet-Unie via Perzië mochten vertrekken. Wat volgde was een barre tocht van de vrijgelaten uitgemergelde Poolse krijgsgevangen en burgers over duizenden kilometers, deels te voet, langs de Kaspische Zee naar Perzië. 
Het grootste deel van de soldaten die uit de Sovjet-Unie waren geëvacueerd kwamen uit Oost-Polen en hadden onder onbeschrijfelijke omstandigheden in de Sovjet-Unie vastgezeten. Tienduizenden krijgsgevangen Polen waren hier al om het leven gekomen. Onder de soldaten waren ook veel Poolse Joden, waaronder de latere Israëlische premier Menachem Begin. Bij de doortocht door Palestina besloten veel Joden om hier achter te blijven; generaal Anders besloot hiertegen niet op te treden. Tevens bleef een aantal Polen achter in Iran; de nakomelingen vormen nog steeds een kleine Poolse gemeenschap in Iran.
In 1944 werd het Korps vanuit Egypte naar Italië gestuurd, waar het als onafhankelijk onderdeel van het Britse 8e Leger van generaal Oliver Leese stond. Het Poolse Korps vocht aan het Italiaanse front en nam onder andere deel aan de Slag om Monte Cassino, de slag om Ancona en de slag om Bologna deel. De Poolse troepen leverden een belangrijke bijdrage in de strijd in Italië, maar leden ook forse verliezen: 2300 soldaten sneuvelden er, meer dan 8000 raakten gewond en 535 werden vermist.
De Sovjet-Unie had in de tussentijd de betrekkingen met de Poolse regering in ballingschap verbroken, zodat vanuit het oosten geen nieuwe soldaten konden komen. Aanvulling van de gelederen gebeurde door het bevrijden van Polen uit krijgsgevangenkampen, zodat het korps in 1945 meer dan 75.000 soldaten telde. Rond de 20.000 soldaten werden verder gestuurd naar West-Europa, terwijl andere onderdelen van het Korps in Italië bleven en daar in 1946 werden gedemobiliseerd. De meerderheid van de Poolse soldaten verkoos de ballingschap boven de terugkeer naar het inmiddels door de Sovjet-Unie bezette Polen. Een bekend persoon die in het Tweede Korps diende was de schrijver Gustaw Herling-Grudziński. Ook de mascotte van het korps, Soldaat Wojtek, een tamme maar dappere bruine beer werd beroemd.

## Slagorde 1944-1945
- 3e Karpatische Infanteriedivisie
  - 1e Karpatische Infanteriebrigade
  - 2e Karpatische Infanteriebrigade
  - 3e Karpatische Infanteriebrigade (begin 1945)
  - 12e Podolische Ulanenregiment
  - overige divisie-eenheden
- 5e Kresowa Infanteriedivisie
  - 4e Wilno Infanteriebrigade
  - 5e Lwów Infanteriebrigade
  - 6e Wolyn Infanteriebrigade (begin 1945)
  - 15e Poznan Ulanenregiment
  - overige divisie-eenheden
- 2e "Warschau" Pantserbrigade (later divisie)
  - 4e Pantserregiment
  - 6e Pantserregiment
  - 1e Krechowiecki Ulanenregiment
  - 14e Wielkopolska Pantserregiment (begin 1945)
- Korps Artillerie
  - 6 artillerieregimenten
- overige korps eenheden

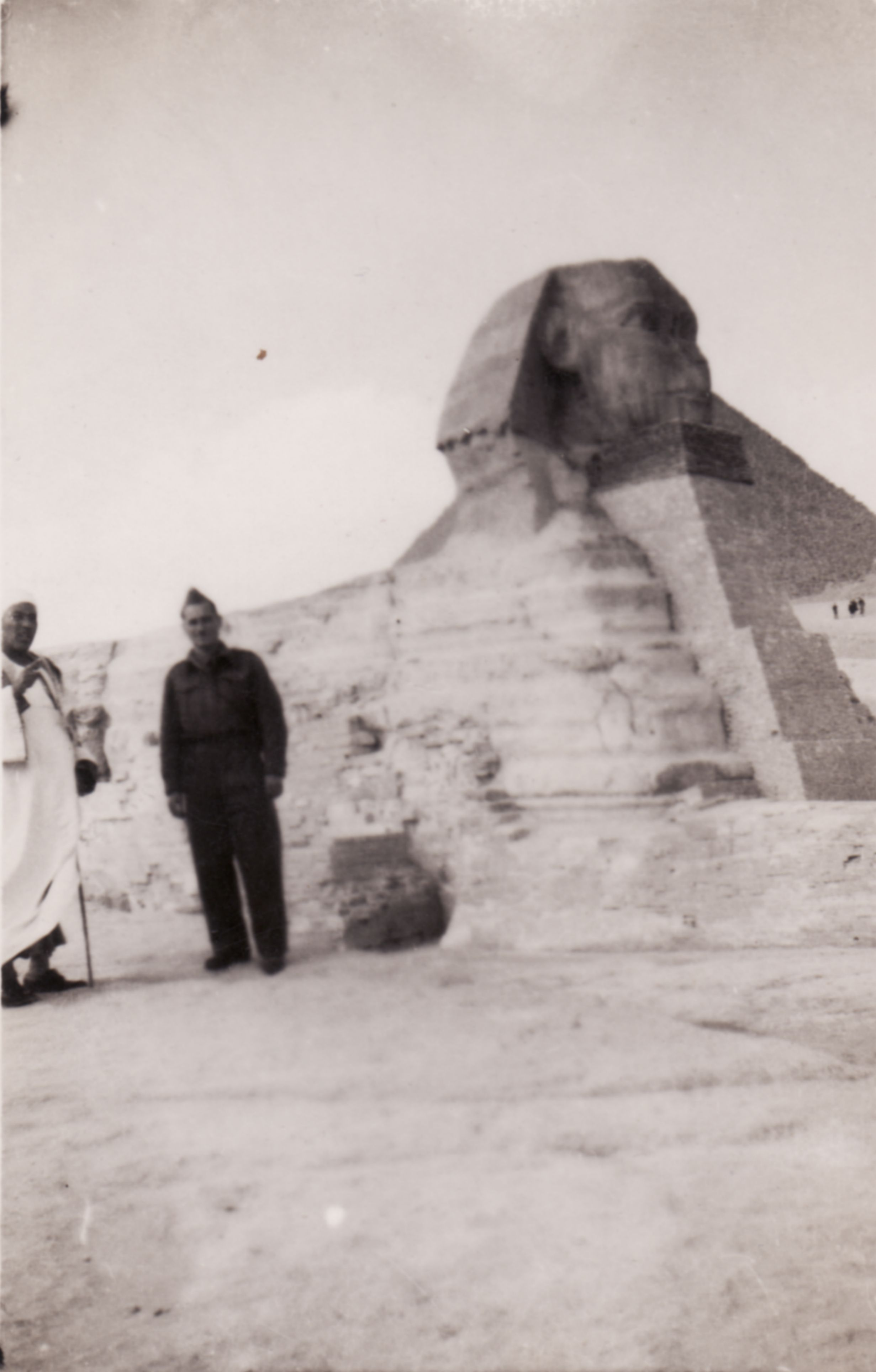
Poolse soldaat in Egypte
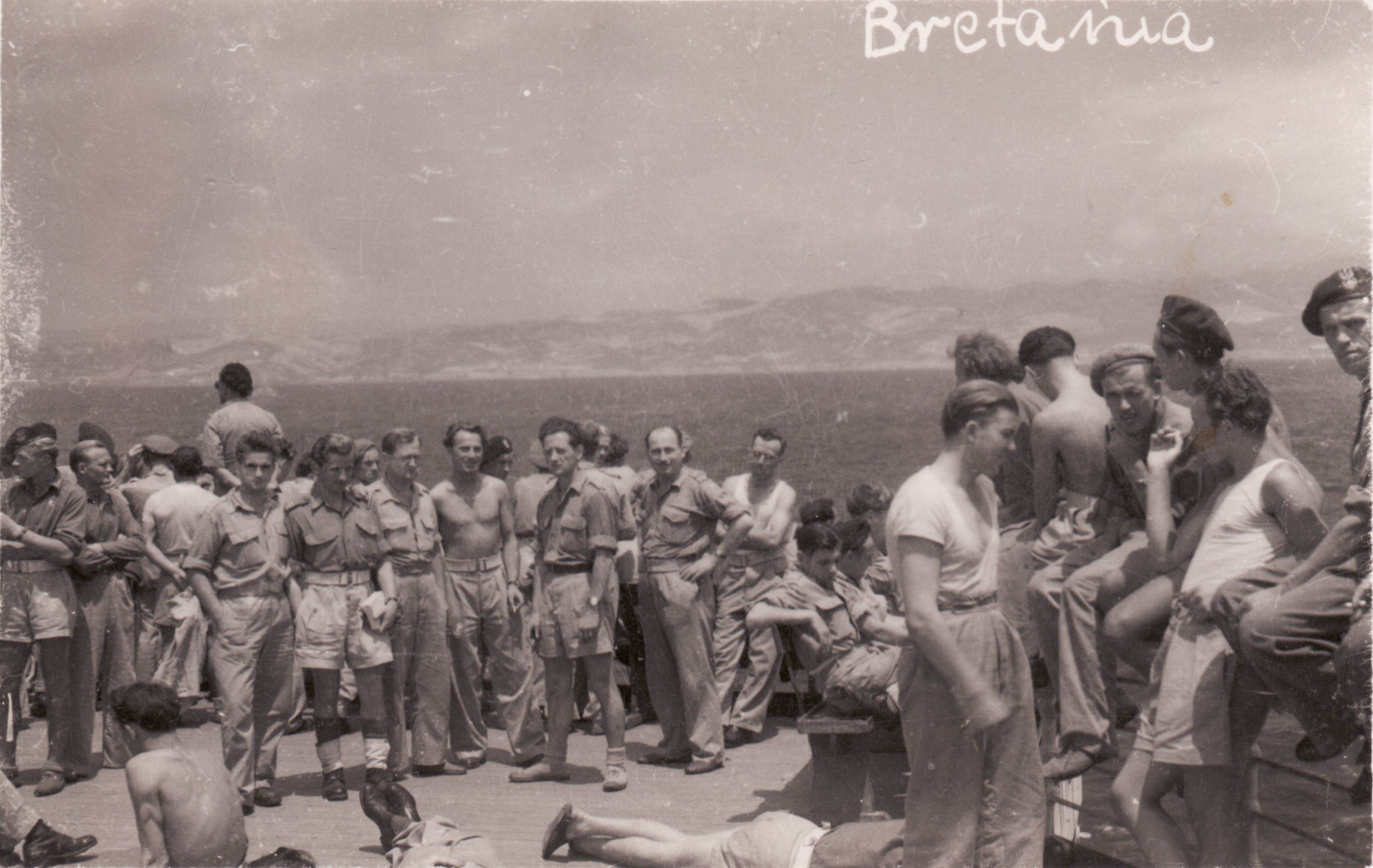
Soldaten van het 2e Korps in Bretagne (1946)